# Ducado de San Carlos

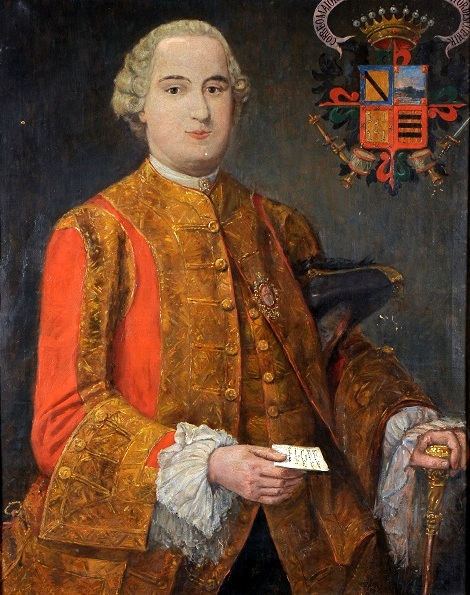
Retrato de Fermín Francisco de Carvajal-Vargas y Alarcón-Cortés de Monroy, i duque de San Carlos con Grandeza de España. ix Correo Mayor de las Imperio español, por merced del rey Carlos III, según un óleo conservado en el Museo Histórico Nacional de Chile, Santiago de Chile.

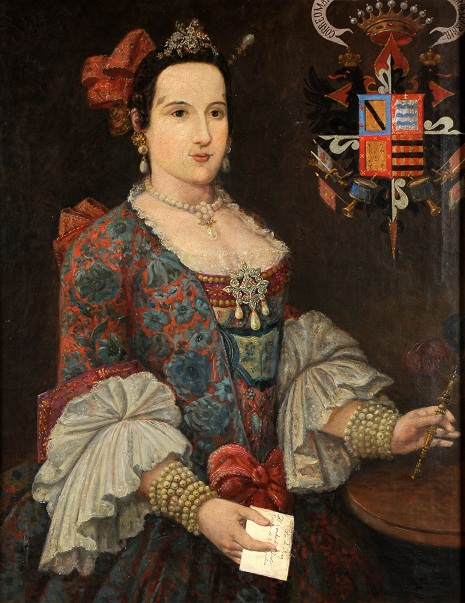
Joaquina Ana María Josefa Magdalena de Brun y Carvajal, VII condesa del Puerto y V condesa de Castillejo, primera duquesa consorte de San Carlos y prima hermana consanguínea de Fermín Francisco de Carvajal-Vargas y Alarcón-Cortés de Monroy, según un óleo conservado en el Museo Histórico Nacional de Chile, Santiago de Chile.

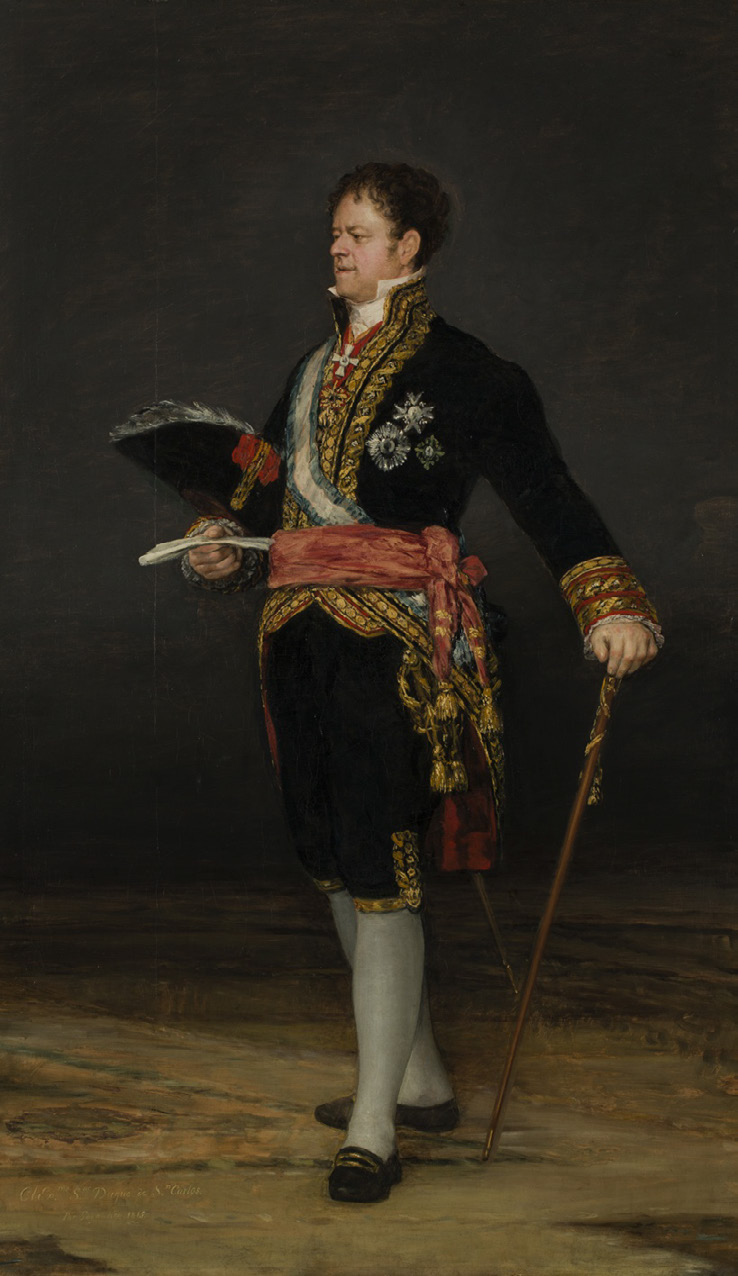
José Miguel de Carvajal-Vargas y Manrique de Lara Polanco, ii duque de San Carlos (1815), según Goya. Museo de Zaragoza (España).

El ducado de San Carlos es un título nobiliario español creado por el rey Carlos III el 23 de mayo de 1780 en favor de Fermín Francisco de Carvajal-Vargas y Alarcón-Cortés de Monroy, alcalde ordinario de Lima (Virreinato del Perú).

## Historia
Por espacio de doscientos cincuenta y cuatro años, la familia Carvajal Vargas ostentó el alto cargo de correo mayor de las Indias, otorgado al doctor Lorenzo Galíndez de Carvajal, presidente del Consejo de Castilla, miembro del Consejo de Indias y albacea testamentario de Fernando II de Aragón, el 14 de mayo de 1514; dicho cargo fue confirmado por Real Cédula de Carlos I de España, fechada el 26 de octubre de 1525.
Durante este período de más de dos centurias, sin embargo, los Carvajales no dieron el impulso que se requería para que la administración de la correspondencia fuera lo más expedita posible. Junto a ello, comenzaron a reunir un creciente poder, varios títulos de nobleza y un ingente patrimonio, lo que produjo cierto recelo en la Corona española. Estas tres razones esgrimió Carlos III para privar a Fermín Francisco de Carvajal-Vargas de su cargo hereditario y retornarlo al gobierno.
Era indudable que los Carvajales tenían un nivel de vida bastante elevado. Fermín Francisco, el año 1760, ostentaba, aparte del correazgo mayor, los siguientes títulos: conde del Puerto, conde de Castillejo, señor de la villa del puerto de Santa Cruz de la Sierra y señor de Valfondo; además, era caballero profeso de la Orden de Santiago (1758), coronel de caballería de los Reales Ejércitos, teniente general de caballería del Perú (1757), patrón de la provincia franciscana de los Doce Apóstoles (Virreinato del Perú) y familiar del Tribunal del Santo Oficio de la Inquisición.
El rey, atendidas todas estas circunstancias, pactó un convenio de resarcimiento (que constó de quince artículos) por los posibles perjuicios a la calidad y patrimonio de la familia de Fermín Francisco y le otorgó el título de i duque de San Carlos (1780).
Está actualmente unido al titular del ducado el título de marqués de Santa Cruz, por ser descendiente de Álvaro de Bazán y Guzmán.
La familia reside en el Palacio del Marqués de Santa Cruz, situado en la calle San Bernardino de Madrid, desde que fue adquirido en 1870.

## Duques de San Carlos
|                         | Titular                                                        | Periodo                 |
| Creación por Carlos III | Creación por Carlos III                                        | Creación por Carlos III |
| ----------------------- | -------------------------------------------------------------- | ----------------------- |
| i                       | Fermín Francisco de Carvajal-Vargas y Alarcón-Cortés de Monroy | 1780-1797               |
| ii                      | José Miguel de Carvajal-Vargas y Manrique de Lara Polanco      | 1797-1828               |
| iii                     | José Fernando de Carvajal y Queralt                            | 1828-1872               |
| iv                      | María Luisa de Carvajal y Dávalos                              | 1872-1947               |
| v                       | Casilda de Silva y Fernández de Henestrosa                     | 1947-1988               |
| vi                      | Álvaro Fernández de Villaverde y Silva                         | 1989-actual titular     |

## Historia de los duques de San Carlos
- Fermín Francisco de Carvajal-Vargas y Alarcón-Cortés de Monroy (Chile, 1722 - Madrid, 1797), i duque de San Carlos.

1. Casó con su prima hermana consanguínea Joaquina Ana María Josefa Magdalena de Brun y Carvajal-Vargas, vii condesa del Puerto, v condesa de Castillejo, hija de Tomás de Brun y Normante y de su esposa Catalina Isidora de Carvajal-Vargas y Hurtado de Quesada, iv condesa de Castillejo. Le sucedió, de su hijo Mariano Joaquín de Carvajal y Brun, viii conde del Puerto, vi conde de Castillejo, el hijo de ambos, por tanto su nieto paterno:

- José Miguel de Carvajal-Vargas y Manrique de Lara Polanco (Lima, 1771 - París, 1828), ii duque de San Carlos, ix conde del Puerto, vii conde de Castillejo, ii conde de la Unión.

1. Casó con María del Rosario de Silva Cebrián y Fernández-Miranda. Sin descendientes.
2. Casó en segundas nupcias con María Eulalia de Queralt y de Silva, hija del conde de Santa Coloma y la condesa de Cifuentes. Le sucedió, de su segundo matrimonio, su hijo:

- José Fernando de Carvajal y Queralt (Alfaro, 1808 - Madrid, 1872), iii duque de San Carlos.

1. Casó con María Luisa Dávalos y Portillo. Sin descendientes.
2. Casó con Joaquina Patiño y Ramírez de Arellano, hija de Ramón Rufino Patiño y Osorio, iv marqués del Castelar, grande de España de primera clase y de la iii marquesa de Villacastel de Carrias. Sin descendientes.

Le sucedió, de su hermano Luis Joaquín de Carvajal y Queralt, iii conde de la Unión, que había casado con María Andrea Dávalos y Portillo, condesa viuda de Villagonzalo. La hija de éstos, por tanto su sobrina paterna:
- María Luisa de Carvajal y Dávalos (Madrid, 11 de febrero de 1853 - Madrid, 22 de febrero de 1947), iv duquesa de San Carlos, x condesa del Puerto (por rehabilitación en 1897, cedido a su hija María de la Encarnación de Silva y Carvajal, en 1898), viii condesa de Castillejo, iv condesa de la Unión.

1. Casó con Álvaro de Silva y Fernández de Córdoba, xii marqués de Santa Cruz y xiii marqués del Viso. Fue su hijo:

- Mariano de Silva-Bazán y Carvajal-Vargas (Madrid, 2 de abril de 1875 - Sevilla, 12 de septiembre de 1940), xiii marqués de Santa Cruz, x marqués de Villasor y xiv marqués del Viso.

1. Casó con Casilda María de los Dolores Fernández de Henestrosa y Salabert, iii duquesa de Santo Mauro, vi condesa de Estradas, hija de Mariano Fernández de Henestrosa y Ortiz de Mioño, duque de Santo Mauro, conde de Estradas, y de Casilda de Salabert y Arteaga, vi condesa de Ofalia. Le sucedió la hija de ambos, que fue la heredera del ducado de San Carlos, como nieta materna de la iv duquesa:

- Casilda de Silva y Fernández de Henestrosa (Madrid, 1914 - 2008), v duquesa de San Carlos, iv duquesa de Santo Mauro, xiv marquesa de Santa Cruz, xii marquesa de Villasor, xv marquesa del Viso, xi marquesa de Arcicóllar, ii condesa de Carvajal, (rehabilitado en 1965), v condesa de Estradas, xi condesa de Castillejo y iii condesa de San Martín de Hoyos.

1. Casó con José Fernández-Villaverde y Roca de Togores, iv marqués de Pozo Rubio. Le sucedió su hijo:

- Álvaro Fernández-Villaverde y Silva (n. en 1943), vi duque de San Carlos, v duque de Santo Mauro, xvi marqués del Viso (desde 1961), V marqués de Pozo Rubio (desde 1989), xv marqués de Santa Cruz, xiii marqués de Villasor, xii conde de Castillejo.

1. Casó con Estrella Bernaldo de Quirós y Tacón, hija de Ana María Tacón y Rodríguez de Rivas, V duquesa de la Unión de Cuba.
2. Casó con Enriqueta Bosch y García-Bravo.

## Árbol genealógico
| Fermín Francisco de Carvajal-Vargas, i duque de San Carlos (1722-1797)   |                                                                          |                                                                          |                                                                          |                                                                          |                                                                          |  |  |                                                                                 |                                                                       |                                                                       |                                                                       |                                                                       |                                                                       |  |  |  |  |  |  |  |  |
|                                                                          |                                                                          |                                                                          |                                                                          |                                                                          |                                                                          |  |  |                                                                                 |                                                                       |                                                                       |                                                                       |                                                                       |                                                                       |  |  |  |  |  |  |  |  |
| Mariano Joaquín de Carvajal y Brun, vi conde de Castillejo (1742-1796)   |                                                                          |                                                                          |                                                                          |                                                                          |                                                                          |  |  |                                                                                 |                                                                       |                                                                       |                                                                       |                                                                       |                                                                       |  |  |  |  |  |  |  |  |
|                                                                          |                                                                          |                                                                          |                                                                          |                                                                          |                                                                          |  |  |                                                                                 |                                                                       |                                                                       |                                                                       |                                                                       |                                                                       |  |  |  |  |  |  |  |  |
| José Miguel de Carvajal y Manrique, ii duque de San Carlos (1771-1828)   |                                                                          |                                                                          |                                                                          |                                                                          |                                                                          |  |  |                                                                                 |                                                                       |                                                                       |                                                                       |                                                                       |                                                                       |  |  |  |  |  |  |  |  |
|                                                                          |                                                                          |                                                                          |                                                                          |                                                                          |                                                                          |  |  |                                                                                 |                                                                       |                                                                       |                                                                       |                                                                       |                                                                       |  |  |  |  |  |  |  |  |
|                                                                          |                                                                          |                                                                          |                                                                          |                                                                          |                                                                          |  |  |                                                                                 |                                                                       |                                                                       |                                                                       |                                                                       |                                                                       |  |  |  |  |  |  |  |  |
| José Fernando de Carvajal y Queralt, iii duque de San Carlos (1808-1872) | José Fernando de Carvajal y Queralt, iii duque de San Carlos (1808-1872) | José Fernando de Carvajal y Queralt, iii duque de San Carlos (1808-1872) | José Fernando de Carvajal y Queralt, iii duque de San Carlos (1808-1872) | José Fernando de Carvajal y Queralt, iii duque de San Carlos (1808-1872) | José Fernando de Carvajal y Queralt, iii duque de San Carlos (1808-1872) |  |  | Luis Joaquín de Carvajal y Queralt, iii conde de la Unión (1820-1868)           | Luis Joaquín de Carvajal y Queralt, iii conde de la Unión (1820-1868) | Luis Joaquín de Carvajal y Queralt, iii conde de la Unión (1820-1868) | Luis Joaquín de Carvajal y Queralt, iii conde de la Unión (1820-1868) | Luis Joaquín de Carvajal y Queralt, iii conde de la Unión (1820-1868) | Luis Joaquín de Carvajal y Queralt, iii conde de la Unión (1820-1868) |  |  |  |  |  |  |  |  |
| José Fernando de Carvajal y Queralt, iii duque de San Carlos (1808-1872) | José Fernando de Carvajal y Queralt, iii duque de San Carlos (1808-1872) | José Fernando de Carvajal y Queralt, iii duque de San Carlos (1808-1872) | José Fernando de Carvajal y Queralt, iii duque de San Carlos (1808-1872) | José Fernando de Carvajal y Queralt, iii duque de San Carlos (1808-1872) | José Fernando de Carvajal y Queralt, iii duque de San Carlos (1808-1872) |  |  | Luis Joaquín de Carvajal y Queralt, iii conde de la Unión (1820-1868)           | Luis Joaquín de Carvajal y Queralt, iii conde de la Unión (1820-1868) | Luis Joaquín de Carvajal y Queralt, iii conde de la Unión (1820-1868) | Luis Joaquín de Carvajal y Queralt, iii conde de la Unión (1820-1868) | Luis Joaquín de Carvajal y Queralt, iii conde de la Unión (1820-1868) | Luis Joaquín de Carvajal y Queralt, iii conde de la Unión (1820-1868) |  |  |  |  |  |  |  |  |
|                                                                          |                                                                          |                                                                          |                                                                          |                                                                          |                                                                          |  |  | María Luisa de Carvajal y Dávalos, iv duquesa de San Carlos (1853-1947)         |                                                                       |                                                                       |                                                                       |                                                                       |                                                                       |  |  |  |  |  |  |  |  |
|                                                                          |                                                                          |                                                                          |                                                                          |                                                                          |                                                                          |  |  |                                                                                 |                                                                       |                                                                       |                                                                       |                                                                       |                                                                       |  |  |  |  |  |  |  |  |
|                                                                          |                                                                          |                                                                          |                                                                          |                                                                          |                                                                          |  |  | Mariano de Silva y Carvajal, xiii marqués de Santa Cruz (1875-1940)             |                                                                       |                                                                       |                                                                       |                                                                       |                                                                       |  |  |  |  |  |  |  |  |
|                                                                          |                                                                          |                                                                          |                                                                          |                                                                          |                                                                          |  |  |                                                                                 |                                                                       |                                                                       |                                                                       |                                                                       |                                                                       |  |  |  |  |  |  |  |  |
|                                                                          |                                                                          |                                                                          |                                                                          |                                                                          |                                                                          |  |  | Casilda de Silva y Fernández de Henestrosa, v duquesa de San Carlos (1914-2008) |                                                                       |                                                                       |                                                                       |                                                                       |                                                                       |  |  |  |  |  |  |  |  |
|                                                                          |                                                                          |                                                                          |                                                                          |                                                                          |                                                                          |  |  |                                                                                 |                                                                       |                                                                       |                                                                       |                                                                       |                                                                       |  |  |  |  |  |  |  |  |
|                                                                          |                                                                          |                                                                          |                                                                          |                                                                          |                                                                          |  |  | Álvaro de Fernández-Villaverde y Silva, vi duque de San Carlos (n. 1943)        |                                                                       |                                                                       |                                                                       |                                                                       |                                                                       |  |  |  |  |  |  |  |  |

## Familiares
Casilda de Silva y Fernández de Henestrosa y su esposo, fueron distribuyendo a lo largo de su vida, los títulos familiares, otorgando a su hijo mayor, Álvaro, los más representativos: 
1. Álvaro Fernández-Villaverde y Silva, v duque de Santo Mauro, vi duque de San Carlos, xvi marqués del Viso (desde 1961), v marqués de Pozo Rubio (desde 1989), xv marqués de Santa Cruz, xiii marqués de Villasor, xiii conde de Castillejo.
2. Casilda Fernández-Villaverde y Silva, desde 1976, iii condesa de Carvajal.
3. José Carlos Fernández-Villaverde y Silva, desde 1972, vii conde de Estradas.
4. Rafael Fernández-Villaverde y Silva,desde 1985, xii marqués de Arcicóllar.